# Тарасівка (Комишуваська селищна громада)
Тара́сівка —  село в Україні, у Комишуваській селищній громаді Запорізького району Запорізької області. Населення становить 109 осіб. До 2016 орган місцевого самоврядування - Новотавричеська сільська рада.

## Географія
Село Тарасівка знаходиться на відстані 1,5 від сіл Вільне та Шевченківське.

## Історія
1906 — дата заснування.
7 (20) листопада 1917 року, відповідно до Третього Універсалу Української Центральної Ради, увійшло до складу Української Народної Республіки.
12 червня 2020 року, відповідно до Розпорядження Кабінету Міністрів України від № 713-р «Про визначення адміністративних центрів та затвердження територій територіальних громад Запорізької області», увійшло до складу Комишуваської селищної громади.
19 липня 2020 року, в результаті адміністративно-територіальної реформи та ліквідації Оріхівського району, село увійшло до складу Запорізького району.